# Estación Puiggari
Puiggari es una exlocalidad argentina ubicada en el municipio de Libertador San Martín, departamento Diamante, provincia de Entre Ríos. Lleva el nombre de la estación de ferrocarril. Actualmente se halla unida a Libertador San Martín.

## Servicios
se encuentra entre las estaciones Strobel y Crespo.